# Xu Zhouzheng
Xu Zhouzheng (né le 26 décembre 1995) est un athlète chinois, spécialiste du sprint.

## Biographie
Le 10 avril 2018, il porte son record personnel sur 100 m à 10 s 21 à Zhaoqing.